# Sunset Season
Sunset Season är den första EP:n av den amerikanska sångaren och låtskrivaren Conan Gray, utgiven av Republic Records den 16 november 2018. Gray nådde berömmelse som en Youtube-profil där han vloggade om sin tonårstid, tecknade och spelade in covers av andra artister. Gray skrev och producerade låten "Idle Town", en berättelse om småstadslivet i Georgetown i Texas som blev viral på sociala medier och ledde till ett skivkontrakt med Republic. Gray och musikproducenten Dan Nigro skapade Sunset Season parallellt med Grays studier på universitetet UCLA, innan han hoppade av för att fokusera på musiken. Sunset Season har beskrivits som tuggummipop, bedroom pop och indiepop. Texterna inspirerades till stor del av Grays uppväxt i den sömniga småstaden Georgetown och nostalgiska minnen med vänner på high school. Vissa låtar utforskar mörkare ämnen som mobbningen under uppväxten, framtidsångest samt bitterhet kring att som 18-åring ännu inte fått uppleva förälskelse. 
Vid lanseringen hyllades Sunset Season av musikjournalister som berömde texternas ärlighet och öppenhet samt produktionen. i-D beskrev Gray som "Generation Z:s sorgsna pop-prins" och MTV som deras "nya pop-prins". "Generation Why" och "Crush Culture" släpptes som singlar från EP:n som därtill marknadsfördes med Grays första konsertturné, The Sunset Shows, där majoriteten av spelningarna blev slutsålda. Sunset Season gick in på plats 116 på mainstream-listan Billboard 200 och nådde andraplatsen på listan Heatseekers Albums, en albumlista som följer utvecklingen för nyetablerade musikakter. Några månader efter utgivningen hade EP:n i genomsnitt 2.5 miljoner streams på Spotify och fram till oktober 2019 hade Grays diskografi fått 250 miljoner streams på alla plattformar sammanlagt.

## Bakgrund
Conan Lee Gray föddes 5 december 1998 i Lemon Grove, Kalifornien. Hans mor kommer från Japan och hans far är av mestadels irländskt påbrå. Under Grays spädbarnstid flyttade familjen kortvarigt till Hiroshima i Japan då hans morfar behövde läkarvård. Familjen flyttade senare till Georgetown, Texas där han spenderade resten av uppväxten. Vid 12 års ålder började Gray komponera melodier och skriva egna låtar som han laddade upp på internet, men inga av dem fick någon uppmärksamhet. Som 14-åring år 2014 började Gray vlogga på Youtube. Hans videor med namnen Socially Awkard?? och Cat Farts genererade en liten men aktiv följarkrets. Gray övergick till att spela in covers av andra artister som Adele, Frank Ocean, Lana Del Rey och Troye Sivan. Hans tonårstid blev turbulent till följd av föräldrarnas skilsmässa och att vara bara ett av totalt fem barn av asiatiskt påbrå i skolan. Gray beskrev sig själv som en tystlåten outsider som hade få vänner. Han har senare beskrivit hur han blev "skoningslöst" mobbad av skolans sportiga killar, vilka låste in honom på toaletten och spelade hans musik för att retas.

## Utveckling och inspelning
År 2017 skrev och producerade han musikstycket "Idle Town" i sitt pojkrum med hjälp av sin dators förinstallerade ljudredigerare. Gray visste ingenting om musikproduktion men lärde sig genom att titta på Youtube. Han filmade en egen musikvideo till låten tillsammans med sin bästa vän Ashley. "Idle Town" blev viral på sociala medier år 2018 och var Grays genombrott för den jämnåriga publiken i USA. Inom kort hade låten fått 14 miljoner spelningar på Spotify och över tio miljoner visningar på Youtube. Gray uppmärksammades av välkända artister som Halsey och Noah Cyrus. Om låtens popularitet kommenterade Gray:
| ” | Jag fick 100 000 följare och tänkte: 'Oj, det är ganska många' men i mitt huvud förstod jag ändå inte riktigt hur många det var. En vecka efter uppladdningen hade den fått en halv miljon visningar och jag tänkte 'Wow, det är många visningar' men jag insåg fortfarande inte att det var mycket. Jag var en helt vanlig skolelev– det är det som är så fint med internet, att man kan bli känd från sitt sovrum. Efter ett tag hade den fått en miljon, fem miljoner och sen tio. Det bara fortsatte och fortsatte och jag tänkte: 'Vad är det som händer??'. | „ |

Samma vecka som "Idle Town" gjorde succé blev Gray utslängd hemifrån och flyttade in hos några vänner. Under high school studerade Gray hårt för att få ett stipendium till College, så att han skulle kunna lämna Georgetown. Han fick sitt stipendium och flyttade därefter till Los Angeles och började studera vid UCLA. Två månader in på första terminen erbjöds Gray ett skivkontrakt av Republic Records som uppmärksammat hans popularitet på sociala medier. I sitt internatrum började Gray skriva låttexter till sin första EP-skiva som han döpte till Sunset Season. Den amerikanska musikkompositören Dan Nigro, som tidigare gjort sig känd för sina arbeten med Sky Ferreira, Empress Of och Carly Rae Jepsen, blev projektets enda producent. Gray har beskrivit perioden när han studerade på heltid samtidigt som han skapade EP:n som stressig . I en intervju kommenterade han tiden: "I början var det typ, helt omöjligt. Det kändes som en Hannah Montana-situation. Jag åt lunch i skolcafeterian och sedan raka vägen till inspelningsstudion för niotimmars pass. Efter det gick jag hem, sov typ två timmar och sen upprepade jag det i veckor ut och veckor in. När jag väl fick skivkontraktet och dessutom skulle börja med livespelningar kände jag bara: 'Okej Conan, du måste välja vad du ska prioritera just nu annars kommer du slitas itu'."
Under skapandet av Sunset Season var Gray främst inspirerad av Lordes debutalbum Pure Heroine (2013). I en intervju med Paper Magazine kommenterade Gray: "När det kommer till popmusik så tror jag att Lordes första album Pure Heroine var det första popalbumet jag hade hört som inte handlade om sex, fester och droger. Den handlade om att bo mitt ute i ingenstans. Hon är från Nya Zeeland vilket i stort sett är en enda småstad. Det var första gången som jag hörde popmusik som jag direkt kunde relatera till, det var då min besatthet för popmusik tog sin början och den har hållit i sig."

## Komposition
Sunset Season har beskrivits som tuggummipop, indiepop och bedroom pop. Den hemmagjorda versionen av "Idle Town" inkluderades på Sunset Season men fick en mindre omarbetning i produktionen för att platsa på albumet. Om skapandet sa Gray: "Trummorna i låten är inte ens riktiga, det är jag som trummar på en bordsskiva med handen. Syntarna är egentligen min egen sångröst för jag visste inte hur man använde en synt." Låtens komposition består av en repetitiv pianoslinga, slagverk och cykelväxlar som hörs i bakgrunden. "Generation Why" inleds med sömnig bakgrundssång som repeterar "Why, why, why" vilken ger resten av kompositionen en drömlik ton. Gray tillämpar en ljus sångstil som är i framkant tack vare produktionens minimalistiska arrangemang.
"Crush Culture" är en midtempokomposition med dansanta synt-beats och är den enda låten på EP:n som är i högre takt. "Greek God" inleds med en hummande refräng som upprepas under låtens gång. Hummandet beskrevs av Helen Ehrlich från Affinity Magazine som en karikatyr på gamla krigsvisor. Låten har en tunga beats för att ytterligare piska upp stämningen som ackompanjeras av pulserande syntar som jämfördes med ljudet av kedjor som slår i marken. "Lookalike" har beskrivits som en klassisk popballad och det mest "traditionellt" uppbyggda spåret på Sunset Season. Ehrlich beskrev stycket som en "melankoliskt avslut" på EP:n med "storslaget piano, ett emotionellt sångframförande och detaljrikedom".

## Teman och textanalys
"Det finns något väldigt nostalgiskt och resonant med tonårsångest. Dina känslor är så högst uppskruvade att de är helt utom kontroll. Från 14 till 22 är du en eldboll. [Jag] är mitt i det nu, det känns inte som att det kommer bli lättare någon gång snart."
Sunset Season inleds med "Idle Town" som är en ode till Grays sista år på high school och hans uppväxt i Georgetown. Kompositionen sätter tonen och stilen för resten av innehållet på EP:n och Gray sjunger om lyckliga minnen kring att träffa vänner i småstaden han vet att han så småningom kommer lämna. Texten har beskrivits som charmig och bitterljuv i budskapet om att vänner och minnen är flyktiga. I en intervju med Paper Magazine sa Gray: "Jag tror att de flesta ungdomar som växer upp i en småstad inte förväntar sig att något stort kommer hända för just dem, förstår du? Alla hemma [i Georgetown] gifter sig och skaffar två barn och sen dör de." Texten reflekterar även över detta: "This town will never change/ People come and go, it's all the same". "Generation Why" är orolig och ångestladdad och skildrar en nihilism bland Grays generation av ungdomar och unga vuxna och har beskrivits som ett "mothugg" till äldres förfäran över millennials. Gray sjunger om att inte bli tagen på allvar för sin unga ålder, klimatångest och att känna press inför framtiden. Versen “We are the helpless, selfish, one of a kind millennium kids that all wanna die” beskrevs av en musikjournalist förmedla både trots och sarkasm och att den skulle resonera med den yngre generationens framtidsångest.
"Jag skrev ['Crush Culture'] om mitt tragiska kärleksliv. Jag är 19 år och har inte fått en första kyss än, vilket jag av naturliga orsaker inte är jättestolt över att erkänna. Alla mina vänner har redan haft flera relationer och jag tror att när man är singel och ser andra förälskade vill man bara spy överallt. 'Crush Culture' kommer från en bitterhet som finns i mitt hjärta. Jag ville bara förstöra för alla andra som var kära, för att jag själv inte fått uppleva kärlek."
"Crush Culture" har en pessimistisk låttext och är dedikerad till alla de singlar vars omgivning får uppleva förälskelse och kärlek. Den har beskrivits som en hymn för alla som är trötta på offentlig uppvisning av kärlek. Verserna “No one’s gonna call you, quit checking your volume” och “Shut your damn mouth… no one cares if you two made out” har beskrivits som relaterbara och ärliga. Texten beskriver också hur normer antyder att man ska erkänna sina känslor för den man är kär i, något som Gray uppmanar till att våga vägra. Thania Garcia från Daily Sundail ansåg att texten upplevdes så pass personlig att den skulle kunnat komma ur Grays dagbok något som Gray höll med om och utvecklade: "Den låten blir helt klart lite för personlig stundtals men jag kan inte hjälpa det när jag skriver texter. Jag får definitivt all min inspiration från mitt eget liv och när jag skriver är jag inte en så bra lögnare. Jag måste få säga så som det är och den låten behövde få finnas. Jag ville ha en låt som alla singlar kan sjunga högljutt när man ser förälskade par och inte kan låta bli att hata det."
Gray upplevs som sårbar i "Greek God" som beskriver hans upplevelser kring att bli mobbad i skolan av andra mer maskulina killar som gjorde narr av honom. Han sjunger: "I don’t care about your little threats, All the kids in your clique are pretend". Texten har beskrivits som en känga till andra som hotade honom och förminskade hans talang. Ehrlich ansåg att Gray använt låttiteln på ett smart sätt då populära killar i high school ofta skildras som skolans gudar i populärkultur. Recensenten påpekade dock att grekiska gudar i en kristen kontext är "avgudar", varpå Grays liknelse kan ses som en förolämpning till de som låten är tillägnad. Mot slutet av låten tar texten sikte på deras vacklande självförtroende och inflytande, varvid den återigen ifrågasätter killarnas status som skolans gudar. På "Lookalike" tillämpar Gray en metaforisk låttext om dubbelgångare där hans ex har börjat träffa en ny. Han sjunger: "I know in your head, you see me instead, ’cause he looks a lot like I did back then/ Baby don’t lie, he’s just a lookalike". Enligt Jesse Herb från Artwood Magazine föreföll Gray både ödmjuk och på sin vakt genom texten. Han undviker att ge sin tidigare partner pronomen och behöver på så vis inte avslöja sin egen sexuella läggning trots den personliga innebörden i texten.

## Utgivning och marknadsföring
"Sunset Season är här. Jag började på den här EP:n i mitt sovrum i min lilla hemstad, med mikrofonen fäst på en trasig bordslampa. Fem låtar och en livstid senare hoppas jag att den kommer spelas i ditt sovrum. Jag hoppas att du skrattar, dansar och gråter."

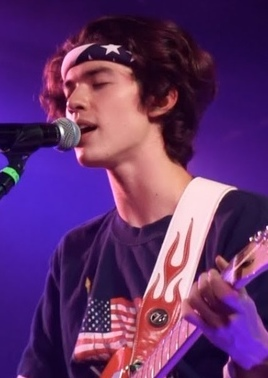
Gray under ett uppträdande den 29 mars 2019.

Standardversionen av Sunset Season gavs ut internationellt av Republic Records den 16 november 2018 digitalt, på CD och till streamingtjänster. Den 16 december samma år släpptes två ytterligare versioner, Blue och Coke Bottle Clear, på vinylskivor. Den sistnämnda versionen trycktes enbart upp i 1500 exemplar och såldes exklusivt genom den amerikanska klädkedjan Urban Outfitters. För att marknadsföra Sunset Season begav sig Gray ut på sin första konsertturné, The Sunset Shows, som besökte flera städer i USA och Kanada under våren 2019. Gray hade ett nytt förband varje kväll, däribland Madi Sipes & the Painted Blue, Silver, och Spencer. Majoriteten av spelningarna blev slutsålda vilket ledde till att fler datum lades till i efterhand med Girl in Red som förband. Under hösten 2019 utökades turnén till Europa där Gray besökte Storbritannien, Tyskland, Frankrike och Nederländerna. Gray medverkade i en rad intervjuer för att marknadsföra EP:n däribland Billboards You Should Know-serie. Gray gjorde sin debut i TV på talkshowen Late Night with Seth Meyers i februari 2019. Han uppträdde som förband under Panic! at the Discos konsertturné Pray for the Wicked. Han medverkade även på musikfestivaler, däribland Lollapalooza i Chicago, Life Is Beautiful och The Great Escape i Storbritannien.
"Generation Why" blev den första singeln att ges ut från Sunset Season och Grays första på Republic. Singeln, som släpptes i oktober 2018, hyllades av musikjournalister som ansåg att den inte föll långt från den vinnande formeln som använts på "Idle Town" och att den hade samma "DYI-känsla". Andrew Powell från den kanadensiska webbplatsen The Gate beskrev den som "söt, smart, lagom vågad och perfekt producerad" och att den hade en "nostalgisk, underbart ärlig text" som var ett upprop till alla millenials. I november 2018 hade låten fått 5 miljoner spelningar kombinerat från Spotify och Youtube/Vevo. "Crush Culture" gavs ut som den andra singeln från Sunset Season den 26 oktober 2018. Efter fyra veckor hade låten fått 1.5 miljoner Spotify-spelningar medan musikvideon fått samma antal streams på Youtube/Vevo. I Storbritannien redogjorde Official Charts Company att låten var Grays tredje mest streamade fram till 2022 efter "Maniac" (2020) och "Heather" (2020) med över tio miljoner spelningar.

## Omslag och visuella teman
De visuella delarna av Sunset Season inspirerades till största del av småstadsidyllen i Georgetown men även av Lordes Pure Heroine (2013). Omslaget till EP:n är en bild på Gray som poserar framför kameran vid en tennisplan. Han bär på en kungakrona och håller en mängd pristroféer i famnen.
Musikvideon för "Idle Town" visar återigen sekvenser av Gray vid en tennisplan, vilket var ett nostalgiskt ledmotiv från Pure Heroine. Musikvideon till "Generation Why" skrevs och regisserades av Gray själv. Webbplatsen The Gate beskrev den som "självsäker, uttrycksfull historia" och "fängslande på ett äkta och relaterbart sätt". I videon till "Crush Culture" ses en förbittrad Gray förstöra dejter för nykära par och trycka hål på hjärtformade heliumballonger. Videon fick viss negativ respons då Gray till synes endast angriper heterosexuella par men lämnade ett lesbiskt par ifred. Några användare i sociala medier anklagade Gray för att vara heterofob. I ett svar på kritiken kommenterade Gray: "'Crush Culture'-videon har ingenting med straighta eller homosexuella att göra. Folk gillar bara att starta drama helt utan anledning lol."

## Mottagande

### Kritikers respons
Musikjournalister hyllade Sunset Season efter utgivningen. i-D beskrev Gray som "Generation Z:s sorgsna pop-prins" medan MTV lyfte fram honom som deras "nya pop-prins". Matt Collar från Allmusic ansåg att Sunset Season visade på Grays "livligt litterära elektro-betonade pop. Här finns rikligt med hjärtekross, torr humor och trallvänlig låttext [...]." Collar lyfte fram "Generation Why" och "Crush Culture" som EP:ns höjdpunkter. Helen Ehrlish från Affinity Magazine ansåg att Sunset Season levde upp till allmänhetens förväntningar och konstaterade att "Gray, med gamla favoriter och nya kompositioner, fångar kärnan av dagens ungdom" samtidigt som han "förefaller mogen och professionell". Jesse Herb från Artwood Magazine skrev: "Det kanske mest fascinerande med konst skapad av Generation Z är alla dess motsättningar. Dessa unga textförfattare föredrar en estetisk minimalism som inkluderar neon och bubbliga fonter, men deras framtoning är ofta mörkare vilket gör att de förefaller totalt pessimistiska." Herb sammanfattade: "Vid endast 20 års ålder håller Conan Gray på att upptäcka sitt uttryckssätt. Han gör musik på sina villkor, diskuterar livet på sina villkor och skapar band med sin målgrupp som känns både själsliga och sentimentala."
Matthew Neale från Clash var positiv i sin recension av Sunset Season och skrev: "Som all bra popmusik kommer Grays debut fullproppad med slagkraftig sorg även när de är fulla av humor och charm." Sabrina Amoriello från Melodic Magazine berömde Grays sårbarhet på EP:n och lyfte fram produktionen som "fantastisk". Hon skrev: "Med så färsk och klar produktion fångar sången och musiken din uppmärksamhet redan från start. Produktionen är inte bara 'spot-on', Gray har därtill lyckats hitta den perfekta kombinationen av trallvänlig text och populär instrumentalmusik som kan få vem som helst att bli förälskad i vad som presenteras." Brendan Wetmore från Paper Magazine jämförde albumet med Lorde och hennes album Pure Heroine. Wetmore skrev: "Det betyder inte att Gray försöker återskapa en Lorde-hit eller ens återskapa teman från hennes album. Gray skapar ett 'post-Pure Heroine' poplandskap, vilket han är högst medveten om på ett existentiellt vis. Pop kan nu vara i downtempo eller sorgsen eller till och med melodramatisk och är ofta högt ansedd om den uppfyller dessa kritserier. Pure Heroine var den första antydan till kommersiell framgång för denna nisch och fick snabbt en målgrupp som skytt den flashiga danspopen från tidigt 2010-tal."

### Priser och nomineringar
| År   | Ceremoni       | Kategori              | Mottagare | Resultat  |
| ---- | -------------- | --------------------- | --------- | --------- |
| 2019 | Shorty Awards  | Best YouTube Musician | Han själv | Vann      |
| 2019 | Streamy Awards | Breakthrough Artist   | Han själv | Nominerad |

### Försäljning och streaming
Sunset Season gick in på plats 116 på mainstream-listan Billboard 200 och nådde andraplatsen på Heatseekers Albums, en albumlista som följer utvecklingen för nyetablerade musikakter. Gray kom även med på Billboard-listan Emerging Artists vilken han totalt låg på i 7 veckor. I juli 2019 rapporterade Hype Magazine att EP:n hade 2.5 miljoner spelningar per månad på Spotify och sammanlagt fått cirka 80 miljoner spelningar sedan utgivningen. Fram till oktober hade Grays diskografi fått 250 miljoner streams på alla plattformar sammanlagt. I november 2019, ett år efter utgivningen av Sunset Season, postade Gray ett utdrag från Spotify som visade att EP:n hade fått 145 miljoner spelningar på plattformen det senaste året. Han skrev: "Denna vecka fyller min första EP ett år. Jag kan inte ens börja förklara hur mycket dessa fem spår förändrade mitt liv, så jag tänker inte försöka. Jag är gladare nu än jag någonsin varit tidigare. Så tack så mycket. Jag kan inte hålla mig tills ni får höra mitt debutalbum."

## Låtlista
Alla spår är skrivna av Conan Gray.
| 1.           | "Idle Town"      | Conan Gray   | 3:58  |
| 2.           | "Generation Why" | Daniel Nigro | 3:40  |
| 3.           | "Crush Culture"  | Nigro        | 3:24  |
| 4.           | "Greek God"      | Nigro        | 3:57  |
| 5.           | "Lookalike"      | Nigro        | 3:41  |
| Total längd: | Total längd:     | Total längd: | 18:36 |

## Medverkande
Information hämtad från Tidal.
- Conan Gray – sång (alla spår), låttext (alla spår), musikproducent (spår 1), keyboard (spår 1), bakgrundssång (alla spår)
- Daniel Nigro – musikproducent (spår 2-5), bas (spår 2-4), gitarr (spår 2-3), trummor (spår 2-4, mellotron (spår 2-3), ljudmixning (spår 2)
- Rob Kinelski – ljudmixning (spår 3-5)
- Ryan Linvil – trummor, programmering (spår 2-4)
- Kate Brady – bakgrundssång (spår 2)
- Yves Rothman – trummor, programmering (spår 3)

## Topplistor

### Veckolistor
| Lista (2018)                            | Högsta position |
| --------------------------------------- | --------------- |
| Storbritannien UK Download Albums (OCC) | 57              |
| USA Billboard 200                       | 116             |
| USA Heatseekers Albums (Billboard)      | 2               |

## Utigvningshistorik
| Land            | Datum            | Utgåva                                | Format                        | Skivbolag | Ref.          |
| --------------- | ---------------- | ------------------------------------- | ----------------------------- | --------- | ------------- |
| Internationellt | 16 november 2018 | Standard                              | Digital nedladdning streaming | Republic  | [ 12 ] [ 13 ] |
| USA             | 16 november 2018 | Standard                              | CD                            | Republic  | [ 36 ]        |
| USA             | 16 december 2018 | Limited Edition – Blue                | Vinyl                         | Republic  | [ 14 ]        |
| USA             | 16 december 2018 | Urban Outfitters – Coke Bottle Clear  | Vinyl                         | Republic  | [ 15 ]        |
| USA             | 26 februari 2020 | Återutgåva – Sea Glass & White Marble | Vinyl                         | Republic  | [ 37 ]        |